# Phaeocollybia
Phaeocollybia är ett släkte av svampar. Enligt Catalogue of Life ingår Phaeocollybia i familjen spindlingar, ordningen Agaricales, klassen Agaricomycetes, divisionen basidiesvampar och riket svampar, men enligt Dyntaxa är tillhörigheten istället familjen buktryfflar, ordningen Agaricales, klassen Agaricomycetes, divisionen basidiesvampar och riket svampar.
|               | Cortinarius |
|               | |
|               | Dermocybe |
|               | |
| Phaeocollybia | \| \| Phaeocollybia lugubris \| \| \| \| \| \| Phaeocollybia arduennensis \| \| \| \| \| \| Phaeocollybia longipes \| \| \| \| \| \| Phaeocollybia minuta \| \| \| \| \| \| Phaeocollybia ratticauda \| \| \| \| \| \| Phaeocollybia spoliata \| \| \| \| \| \| Phaeocollybia jennyae \| \| \| \| \| \| Phaeocollybia festiva \| \| \| \| |
|               | \| \| Phaeocollybia lugubris \| \| \| \| \| \| Phaeocollybia arduennensis \| \| \| \| \| \| Phaeocollybia longipes \| \| \| \| \| \| Phaeocollybia minuta \| \| \| \| \| \| Phaeocollybia ratticauda \| \| \| \| \| \| Phaeocollybia spoliata \| \| \| \| \| \| Phaeocollybia jennyae \| \| \| \| \| \| Phaeocollybia festiva \| \| \| \| |
|               | Pyrrhoglossum |
|               | |
|               | Hemistropharia |
|               | |
|               | Protoglossum |
|               | |
|               | Thaxterogaster |
|               | |
|               | Anamika |
|               | |
|               | Mackintoshia |
|               | |
|               | Descomyces |
|               | |
|               | Quadrispora |
|               | |
|               | Cribbea |
|               | |
|               | Stephanopus |
|               | |
|               | Descolea |
|               | |
|               | Nanstelocephala |
|               | |
|               | Phaeocollybia lugubris |
|               | |
|               | Phaeocollybia arduennensis |
|               | |
|               | Phaeocollybia longipes |
|               | |
|               | Phaeocollybia minuta |
|               | |
|               | Phaeocollybia ratticauda |
|               | |
|               | Phaeocollybia spoliata |
|               | |
|               | Phaeocollybia jennyae |
|               | |
|               | Phaeocollybia festiva |
|               | |

|  | Phaeocollybia lugubris     |
|  |                            |
|  | Phaeocollybia arduennensis |
|  |                            |
|  | Phaeocollybia longipes     |
|  |                            |
|  | Phaeocollybia minuta       |
|  |                            |
|  | Phaeocollybia ratticauda   |
|  |                            |
|  | Phaeocollybia spoliata     |
|  |                            |
|  | Phaeocollybia jennyae      |
|  |                            |
|  | Phaeocollybia festiva      |
|  |                            |

## Källor

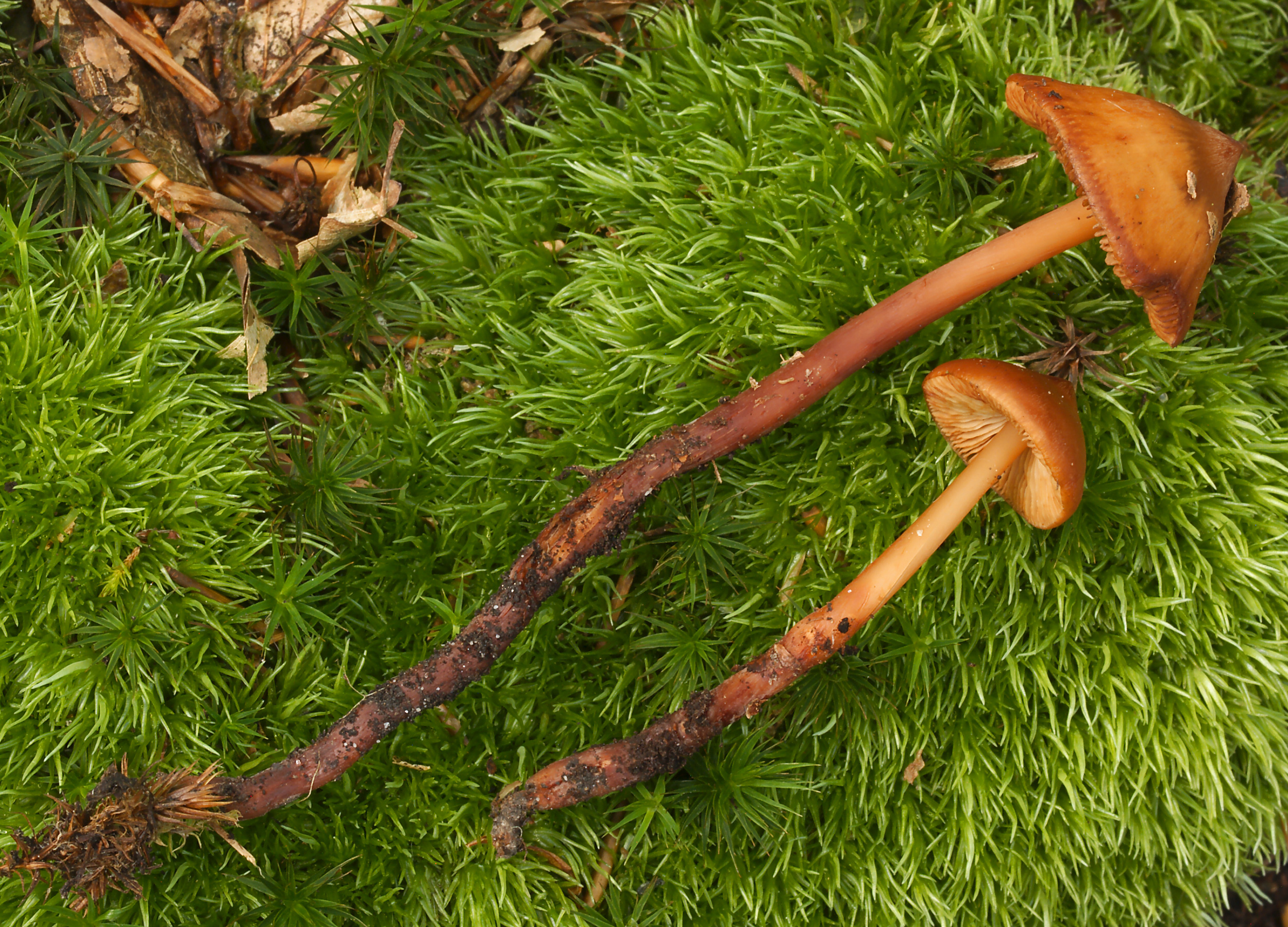
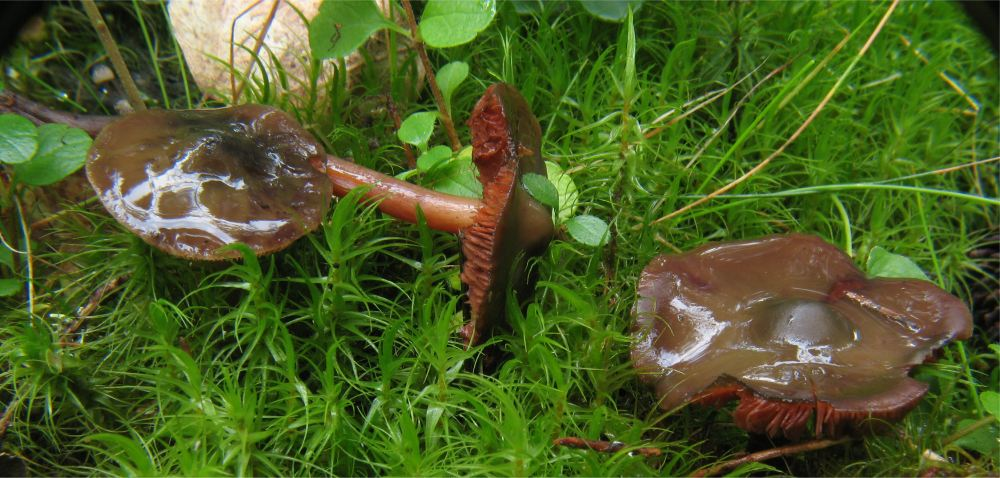